# Choreia stepicola
Choreia stepicola är en stekelart som först beskrevs av Hoffer 1953.  Choreia stepicola ingår i släktet Choreia och familjen sköldlussteklar. Inga underarter finns listade i Catalogue of Life.